# Libuše Šormová
Libuše Šormová (rodným jménem Neugebauerová * 15. října 1934, Praha) je bývalá česká volejbalová hráčka, reprezentantka Československa. Hrála na postu smečařky a nahrávající smečařky v ligových družstvech ÚDA Praha a Dynama Slavie Praha, pětinásobná mistryně republiky. Členka zlatého týmu na ME 1955 v Bukurešti a držitelka bronzové medaile z MS v Rio de Janeiru 1960.

## Hráčské působení

### Vrcholné soutěže
- 1. místo a zlatá medaile na ME v Bukurešti 1955
- 4. místo na MS v Paříži 1956
- 3. místo a bronzová medaile na MS v Rio de Janeiro 1960
- 5. místo na ME v Bukurešti 1963